# Nancy Wilson (énekes)
Nancy Wilson (Chillicothe, Ohio, 1937. február 20. – Pioneertown, Kalifornia, 2018. december 13.) amerikai dzsesszénekesnő. 
„The Girl With the Honey-Coated Voice – a mézédes hangú énekesnő.”
Énekesi pályafutása több mint 50 évig tartott, háromszor kapott Grammy-díjat, és egyszer Emmy-díjat. Saját tévéshow-ja volt a hatvanas években.
Sok zenei stílusban otthon volt, a dzsesszel és a R&B-vel kezdte, de énekelt popot is. A a hatvanas években nyolc slágerlistás albumot adott ki.

## Pályakép

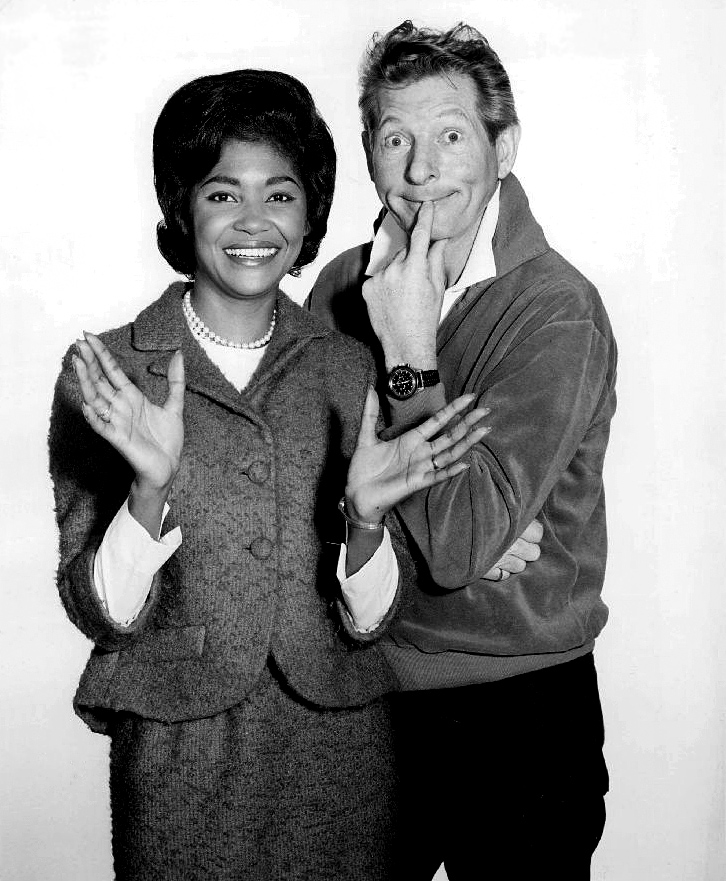
Nancy Wilson és Danny Kaye

Ohióban nőtt fel. A zenei pályát gimnazista kora után kezdte, 1956-ban. A Rusty Bryant’s Carolyn Club Big Bandben énekelt először. 1959-ben már New Yorkban élt, és titkárnőként dolgozott, esténként pedig klubokban énekelt. Egy év múlva már szerződése volt a Capitol Recordsnál.
Híressé akkor vált, amikor csatlakozott Cannonball Adderleyhez. Vele készítette a Nancy Wilson and Cannonball Adderley lemezt. Ezen a legsikeresebb szám a Save Your Love For Me című szám volt.
1964 és 1965 között négy albuma jelent meg, és mindegyik felkerült a Billboard Top 10-be, és benne van a Big Band and Jazz Hall of Fame-ben is.

## Lemezek
(válogatás)
- Like in Love (1959)
- Something Wonderful (1960)
- The Swingin’s Mutual! (with George Shearing) (1961)
- Nancy Wilson/Cannonball Adderley (1962)
- Broadway – My Way (1963)
- Hollywood – My Way (1963)
- Yesterday’s Love Songs/Today's Blues (1964)
- Today, Tomorrow, Forever (1964)
- The Nancy Wilson Show! (1965)
- Tender Loving Care (album) (1966)
- Lush Life (Nancy Wilson album) (1967)
- Welcome to My Love (1967)
- Hurt So Bad (Nancy Wilson album) (1969)
- But Beautiful (Nancy Wilson album) (1971)
- Life, Love and Harmony (1979)
- A Lady with a Song (1990)
- Love, Nancy (1994)
- A Nancy Wilson Christmas (2001)
- R.S.V.P. (Rare Songs, Very Personal)  (2004)
- Turned to Blue (2006)